# Aamu Milonoff
Aamu Kerttu Alina Milonoff (* 13. August 2000 in Helsinki) ist eine finnische Schauspielerin.

## Biografie
Aamu Milonoff wurde am 13. August 2000 in Helsinki geboren. Ihre Eltern sind die Schauspieler Juho Milonoff und Vilma Melasniemi. Sie besuchte die Kallion lukio. Ihr Debüt gab sie 2012 in der Fernsehserie Elämää suurempaa. Unter anderem war sie 2018 in Hölmö nuori sydän zu sehen. 2022 spielte sie in dem Film Girls Girls Girls die Hauptrolle. Anschließend wurde Milonoff 2023 für den Film Sisu gecastet.

## Filmografie (Auswahl)
Filme
- 2013: Miten meistä tuli ystäviä
- 2016: Tyttö nimeltä Varpu
- 2018: Hölmö nuori sydän
- 2020: Eden
- 2022: Girls Girls Girls
- 2023: Sisu

Serien
- 2012: Elämää suurempaa
- 2014: Toisen kanssa
- 2018–2023: Sipoon herttua
- 2019: Roba
- 2019: Maanantai
- 2021: Aikuiset